# 弗里德希氏共济失调
弗里德赖希隱性遺傳運動失調症（英语：Friedreich's ataxia，简称FRDA或FA）是一种罕见的遗传性疾病，会导致进行性神经系统损伤和运动问题。它是由在FRDA基因的intron 1有GAA三核甘酸重複序列的過度擴增引起。它通常始于儿童期并导致肌肉协调受损（共济失调），并随着时间的推移而恶化。
在弗里德赖希隱性遺傳運動失調症神经纤维中，脊髓和周围神经退化变薄。周围神经携带从大脑到身体以及从身体到大脑的信息，例如脚是冷的信息或肌肉发出运动的信号。小脑是协调平衡和运动的大脑的一部分，也在较小程度上退化。这种损伤导致笨拙，不稳定的运动和感觉功能受损。这种疾病还会导致心脏疾病（多达三分之一的患者）和脊柱疾病，而一些患有这种疾病的人也会患上糖尿病。这种疾病不会影响思维和推理能力（认知功能）。
弗里德赖希隱性遺傳運動失調症是由标记为FXN的基因中的缺陷（突变）引起的，其携带称为frataxin的蛋白质的遗传密码。当遗传两个有缺陷的基因拷贝的个体，即每个父母一个时，会造成该疾病。虽然罕见，但该疾病是美国最常见的遺傳運動失調症，每50,000人中就有1人受到影响。男女儿童都可以遗传这种疾病。
病情恶化速度因人而异。通常，在出现第一症状后10至20年内，患者就被限制在轮椅上。个人可能在疾病的后期阶段完全丧失能力。弗里德赖希共济失调會缩短预期寿命，而心脏病是最常见的死因。然而，一些FA不太严重的人可以活到六十岁或以上。
这种疾病由19世纪60年代描述病情的德国医生Nikolaus Friedreich命名。